# 해밀턴 맥패든
해밀턴 맥패든(Hamilton MacFadden, 1901년 4월 26일 ~ 1977년 1월 1일)은 미국의 영화 감독, 배우, 각본가, 영화배우이다.
보스턴에서 태어났으며 퀸스에서 사망하였다.

## 영화
- 리럭턴트 드래곤 (1941년)
- 스탠드 업 앤 치어! (1934년)
- 오, 포 어 맨 (1930년)